# Gata salvaje
Gata salvaje es una telenovela venezolana-estadounidense coproducida por Venevisión y Fonovideo Productions en 2002. La historia es una fusión de tres radionovelas de Inés Rodena: La gata, La indomable y La galleguita, bajo la adaptación de Alberto Gómez.
Protagonizada por Marlene Favela y Mario Cimarro, con las participaciones antagónicas de Carolina Tejera, Mara Croatto, Marjorie de Sousa y Ariel López Padilla, con las actuaciones estelares de Adamari López, Frances Ondiviela, Ismael La Rosa, Sergio Catalán y Aura Cristina Geithner.

## Sinopsis
Relata historia de Rosaura Ríos, hermosa joven a quien llaman "Gata salvaje" por su carácter indómito y gran valentía. Precisamente estas cualidades las que le permitirán enfrentarse a la maldad y salir triunfante después de vivir inolvidables experiencias que la llevan de la pobreza a la inmensa riqueza y el poder, del amor a la desilusión y finalmente a la felicidad.
Rosaura trabaja arduamente en tres empleos para mantener a su familia. Su padre, alcohólico desempleado y su madrastra y hermanastra frívolas e irresponsables le han dejado la carga económica a la sacrificada chica. 
Un día, la vida de Rosaura da un vuelco cuando conoce a Luis Mario Arismendi, apuesto ingeniero de alta sociedad. El destino los une y llegan a casarse. Ella está locamente enamorada, pero él sigue penando por Camelia, su primera esposa quien desapareció misteriosamente en un accidente marítimo. Luis Mario se casa con Rosaura para contrariar a su hermana Eduarda, mujer despiadada que se ha empeñado en casarlo con la vana Eva, cuyos millones podrían salvar a los Arismendi de la ruina.
Confabuladas para separar a los recién casados Eduarda y Eva por fin logran su propósito. Rosaura pierde a su amado Luis Mario quedando triste, pobre y sola. Sin embargo, la suerte le regala una sorpresa monumental: ella resulta ser la nieta perdida de Doña Cruz Olivares, anciana muy rica y poderosa. Al heredar su fortuna, Rosaura decide vengarse de los que tanto la hicieron sufrir. 
Con otro nombre y nuevo aspecto, Rosaura se hace cargo del imperio de Doña Cruz y se vuelve mujer sofisticada...pero también amargada y sedienta de justicia. Poco a poco va hundiendo a todos los que la hirieron incluso a Luis Mario. 
Sin embargo, la vida de Rosaura cambiará aún más cuando se convenza de que su amor por Luis Mario es inquebrantable y que él también la ama con locura. Finalmente, podrán encontrar la felicidad que se les escapó por tanto tiempo.

## Elenco
- Marlene Favela – Rosaura Ríos Olivares "Gata salvaje"
- Mario Cimarro – Luis Mario Arismendi
- Carolina Tejera – Eva Granados
- Ariel López Padilla – Patricio Rivera
- Marjorie de Sousa – Camelia Valente
- Mara Croatto – Eduarda Arismendi
- Aura Cristina Geithner – Maribella Tovar
- Sergio Catalán – Gabriel Valencia
- Adamari López – Karina Ríos Rodríguez
- Charlie Massó – Rodrigo
- Ana Karina Casanova – Luisana Montero Arismendi / Sirena
- Frances Ondiviela – María Julia Rodríguez
- Viviana Gibelli – Jacqueline Tovar
- Osvaldo Ríos – Silvano Santana Castro
- Fernando Carrera – Rafael Granados
- Julio Alcázar – Anselmo Ríos
- Liliana Rodríguez - Francisca "Panchita" López
- Hada Béjar – Doña Cruz Olivares
- Norma Zúñiga – Caridad Montes
- Marisela Buitrago – Claudia Olivares
- Isabel Moreno – Mercedes Salazar
- Juan Alfonso Baptista – Bruno Villalta
- Sandro Finoglio – Maximiliano "Max" Robles Granados
- Ismael La Rosa – Iván Ríos Rodríguez
- Sandra Itzel – Mayra "Mayrita" Ríos Rodríguez
- Silvana Arias – Jimena Arismendi
- Julio Capote – Samuel Tejar
- Virna Flores – Minerva Palacios
- Ana Lucía Domínguez – Adriana Salazar
- César Román – Imanol Islas
- Yoly Domínguez – Valeria Montemar
- Jéssica Cerezo – Silvia Granados
- Carlos Cuervo – Fernando Islas
- Angie Russian – Laura "Laurita" Montemar
- Konstantin Vrotsos – Leobardito
- Carlos Mesber – Campesino Carlos
- Christina Dieckmann – Estrella Marina
- Diana Quijano – Sonia
- Nelida Ponce – Fidelia
- Dayana Garroz – Wendy Torres
- Luisa Castro – Griselda Ortiz
- Rodrigo Vidal – Guillermo Valencia
- Ágatha Morazzani – Charito Lander
- José Val – Abel Tapia
- Silvestre Ramos – Julio Aldama
- Gonzalo Vivanco – Jorge Domínguez

## Producción
- Telenovela original de: Alberto Gómez.
- Basado en los melodramas de: Inés Rodena.
- Adaptación: Omaira Rivero.
- Música incidental: Alejandro Campos.
- Música: Rudy Pérez / Rubert Music Inc., ADM por Universal Music Publishing
- Letra: C. Salazar, A. Posse. Cap Music Song, Inc.
- Tema de entrada: "Gata Salvaje"
- Intérprete: Pablo Montero.
- Directores de fotografía: Eduardo Dávila, Reinaldo Figueira.
- Directores: Yaky Ortega, Freddy Trujillo.
- Producción general: Gemma Lombardi.
- Editores: Alfonso González, Lissot Sánchez.
- Director ejecutivo: Arquímedes Rivero.
- Productor ejecutivo: Alfredo Schwarz.